# Три криниці (Демівка)
Три криниці — гідрологічна пам'ятка природи місцевого значення. Розташована на території  Ольгопільської сільської громади Гайсинського району Вінницької області . Оголошена відповідно до Рішення Вінницького облвиконкому від 18.08.1983 р. № 384. Охороняється група великодебітних джерел ґрунтової води, що живлять р. Савранку.